# Mont Sujet
Le mont Sujet (en allemand Spitzberg) est un sommet du massif du Jura dans le canton de Berne.